# A Rose in the Twilight
A Rose in the Twilight (jap. Originaltitel: ロゼと黄昏の古城 Rose to Tasogare no Kojō) ist ein Jump ’n’ Run mit Rätselelementen des japanischen Entwicklers und Publishers Nippon Ichi Software. Es erschien 2016 zunächst in Japan für PlayStation Vita, 2017 auch auf dem westlichen Markt und zusätzlich für Microsoft Windows. 

## Spielbeschreibung
Ein kleines Mädchen namens Rose erwacht, eingehüllt in dornige Rosenranken, in einer alten Burg. Die Szenerie ist weitgehend in Grautönen gehalten, einige wenige Objekte sind in roter Farbe gehalten, was sinnbildlich für Blut steht. An ihrer Hüfte trägt das Mädchen eine Rose, die ihr die Fähigkeit verleiht, den Objekten ihrer Umgebung die rote Farbe entweder zu entziehen oder zuzuführen. Durch das Entziehen der Farbe werden Bewegungen und Aktionen der Objekte eingefroren, durch das Zuführen der Farbe dagegen aktiviert. Im Verlauf stößt Rose zudem auf einen großen Golem, der sie fortan begleitet und seinerseits die Fähigkeit besitzt, aus jeglicher Höhe unbeschadet herunterspringen und durch Rosenranken hindurchlaufen zu können. Weiterhin kann er Objekte werfen und fangen. Durch die Kombination ihrer beiden Fähigkeiten muss der Spieler abschnittsweise Umgebungsrätsel lösen, um für Rose und den Golem einen Weg aus der Burg zu finden und die Hintergrundgeschichte rund um Rose zu lüften.

## Veröffentlichung
Das Spiel wurde Januar 2016 für den japanischen Markt angekündigt. Ende 2016 folgte eine Ankündigung des Spiels für den westlichen Markt auf PlayStation Vita und PC zum Frühjahr 2017.

## Rezeption
Das Spiel erhielt mehrheitlich gemischte Kritiken.

„Die 2D-Grafik ist sehr stilvoll, die Steuerung schnell verstanden und die Spielgeschwindigkeit bedächtig. Hier wird in erster Linie auf eine morbide Stimmung gesetzt, auch wenn das ein paar nicht so spaßige Trial&Error-Sequenzen zur Folge hat.“

“Despite some notable missteps, this peculiar mix of macabre storytelling and 2D puzzle-solving still has an interesting story to tell.”

„Trotz einiger bemerkenswerter Fehltritte hat diese seltsame Mischung aus makaberer Erzählung und 2D-Rätselspiel eine interessante Geschichte zu erzählen.“

Das Spiel stieg in der PS-Vita-Version mit 8.508 verkauften Exemplaren auf Platz 13 der japanischen Gesamtverkaufscharts für Computerspiele ein.